# Српска православна црква Светог Николе у Малим Радинцима
Црква Светог Николе је српска православна црква која се налази у насељу Мали Радинци, општина Рума. Саграђена је 1766. године, а припада епархији Сремској. Проглашена је за непокретно културно добро као споменик културе.

## Опште информације
Црква је направљена 1766. године, а резбарије иконостаса у њој су рад непознатог дрворесца из друге половине 18. века. По својој архитектонској структури, ова црква припада типу вишеспратних олтарских преграда. Профилисаним венцима издељен је у три хоризонталне зоне. У резбарији доминирају барокни и пококо мотиви. У првој зони иконостаса су престоне иконе, царске двери и иконе изнад малих двери. Престоне иконе су фланкиране стубовима који се завршавају композитним капителима (стубови уз престоне иконе Светог Николе и Христа недостају).
У истим интерколумнијама су постављене престоне иконе Светих Николе и Богородице са Христом дететом, односно Христа и Светог Јована. Иконе су уоквирене профилисаним рамовима (унутрашња страна, док се спољашња страна састоји од Ц и С волута. Оквири су међусобно повезани барокним и рококо мотивима. Изнад престоних икона у средини су извијени и испреплетени рокајни мотиви резбарије.
Иконе изнад бочних двери су уоквирене сплетовима барокних и рокајних мотива. Царске двери су богато скулптоване и састоје се од четири барокна медаљона повезана барокном и рокајном орнаментиком. У другој зони иконостаса налазе се медаљони са фигурама пророка. У средини треће зоне је Распеће са медаљонима Богородице и Светог Јована Богослова. Лево и десно од групе са Рапећем су медаљони са допојасним фигурама апостола (по пет апостола са сваке стране). У цркви се чува и велики крст са сликаним Распећем, зоографски рад из прве половине 18. века.